# Detlef Roth
Detlef Roth (* 1970 in Freudenstadt) ist ein deutscher Sänger der Stimmlagen Bariton und Bass.

## Leben und Wirken
Detlef Roth studierte Gesang bei Georg Jelden an der Musikhochschule Stuttgart. Während des Studiums gewann er 1990 den Bundeswettbewerb Gesang Berlin, 1992 den Internationalen Hans-Gabor-Belvedere-Gesangswettbewerb in Wien und 1994 den Internationalen Gesangswettbewerb für Wagnerstimmen in Straßburg.
Zu seinem Opern-Repertoire gehören vor allem Werke von Richard Wagner wie Wolfram von Eschenbach in Tannhäuser, der Heerufer des Königs in Lohengrin, Donner in Das Rheingold, Amfortas in Parsifal und Gunther in Götterdämmerung. Weitere Gesangspartien sind Papageno in Die Zauberflöte von Wolfgang Amadeus Mozart, Graf Almaviva in Le nozze di Figaro von Mozart und Rollen in Hans Heiling von Heinrich Marschner, Die Bassariden von Hans Werner Henze und Königskinder von Engelbert Humperdinck. 
Sein Repertoire als Konzertsänger umfasst unter anderem Elias von Felix Mendelssohn Bartholdy, Ein deutsches Requiem von Johannes Brahms, Carmina Burana von Carl Orff, Passionen, Messen und Oratorien von Johann Sebastian Bach und Lieder von Franz Schubert.
Detlef Roth sang an der Mailänder Scala, am Royal Opera House in London, im Lincoln Center in New York und an der Pariser Oper und trat auf bei den Bayreuther Festspielen, den Salzburger Festspielen und den Osterfestspielen Salzburg. Bekannte Orchester, mit denen er gesungen hat, sind das Orchestra dell’Accademia Nazionale di Santa Cecilia, die Wiener Philharmoniker, das Concertgebouw Orkest Amsterdam und die Straßburger Philharmoniker.  Mit der französischen Sopranistin Sandrine Piau und dem Orchestre Philharmonique de Radio France interpretierte er in der Cité de la musique in Paris Liebesarien von Mozart.
Detlef Roth lebt in Freudenstadt und in Fort Lauderdale, Florida.

## Mitwirkung an CD-Veröffentlichungen
- Symphonie Nr. 9 in d-Moll op. 125 von Ludwig van Beethoven, BMG Ariola, Hamburg 1999 (Bass)
- Doktor Faust von Ferruccio Busoni, East West Records, Hamburg 1999
- Konzert für Klavier und Orchester a-Moll op. 7 von Clara Schumann, Frankfurter Museums-Gesellschaft, Frankfurt am Main 2001 (Bass)
- Ein deutsches Requiem von Johannes Brahms, Cappella, Wiesbaden 2001
- Königskinder von Engelbert Humperdinck, Universal Music Entertainment, Berlin 2006
- Sinfonien 1–9 von Ludwig van Beethoven, Bertelsmann, Gütersloh 2007 (Bass)
- Die erste Walpurgisnacht von Felix Mendelssohn Bartholdy, Farao, München 2010
- Deutsche Volkslieder, Teil 1: Wenn ich ein Vöglein wär. Sony Music Entertainment, München 2010
- Johannes-Passion von Johann Sebastian Bach (BWV 245), Förderkreis Thomanerchor, Leipzig 2011 (Bass)
- Regina von Albert Lortzing, Cpo, Georgsmarienhütte 2013